# De Vliegende Bal

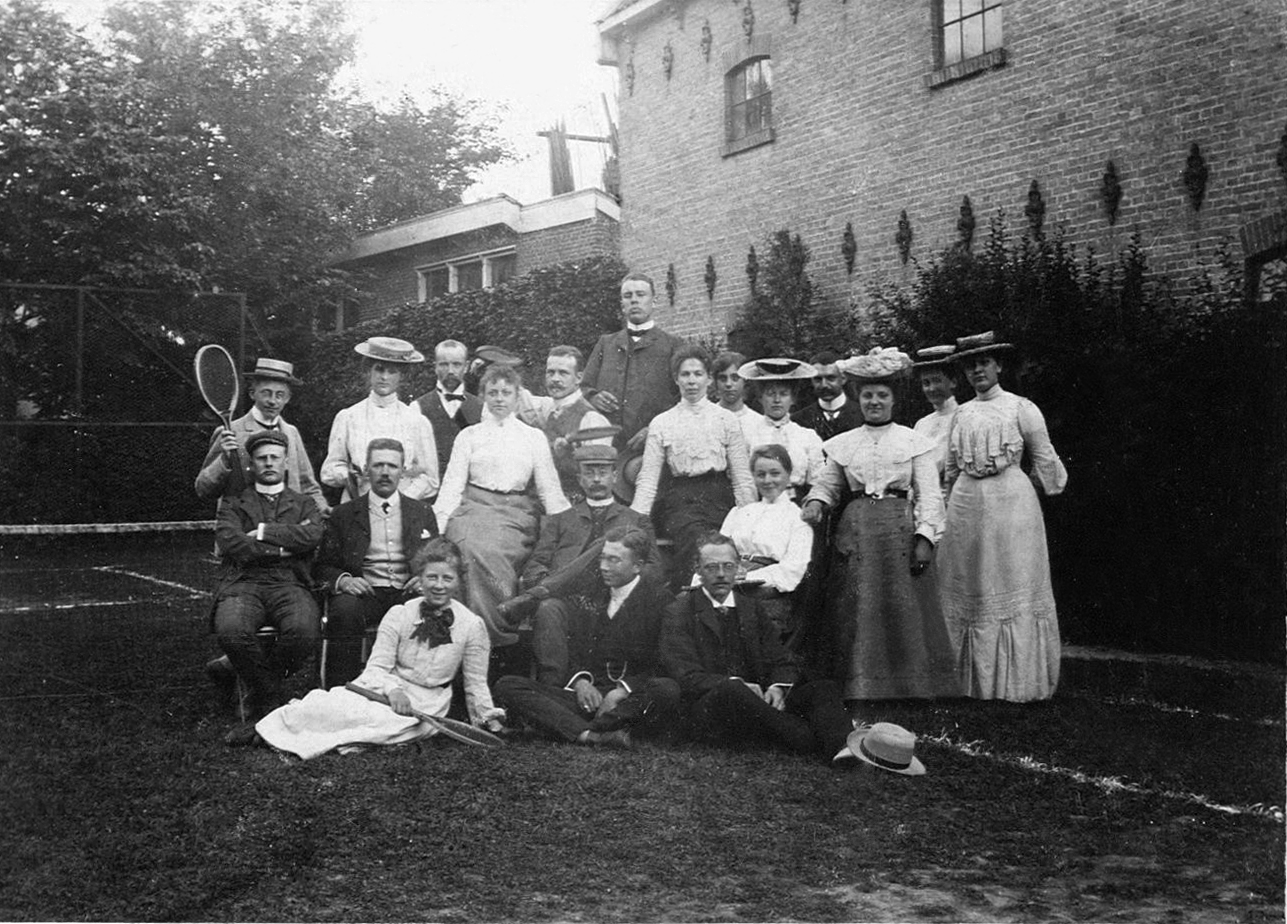
Beeld van de eerste leden van De Vliegende Bal (1905).

SLTC De Vliegende Bal is met meer dan 700 leden, de grootste tennisvereniging uit Sneek. 
De Vliegende Bal is opgericht op 29 juni 1905 en is daarmee de oudste tennisvereniging van Sneek.
De vereniging heeft haar thuisbasis op Sportpark Tinga, alwaar men kan beschikken over tien smashcourtbanen en 2 padel kooien. Alhier deelt zij een kantinecomplex met de Sneeker Mixed Hockey Club. De Vliegende Bal is een van de initiatiefnemers van de bouw van de Tennishal Sneek. 
In de beginjaren speelde de vereniging onder meer op een grasveld nabij Zuivelfabriek Normandia aan de Leeuwarderweg. Ter gelegenheid van het 75-jarig jubileum van de vereniging werd een boek uitgegeven, dat thans in te zien is in het Fries Scheepvaart Museum.
De club is onder meer bekend vanwege de organisatie van het jaarlijkse Open Sneekweek tennistoernooi.